# Le Reculey
Le Reculey é uma ex-comuna francesa na região administrativa da Normandia, no departamento de Calvados. Estendeu-se por uma área de 4,69 km². Em 2010 a comuna tinha 259 habitantes (densidade: 55,2 hab./km²).
Em 1 de janeiro de 2016 foi fundida com as comunas de Beaulieu, Le Bény-Bocage, Bures-les-Monts, Campeaux, Carville, Étouvy, La Ferrière-Harang, La Graverie, Malloué, Montamy, Mont-Bertrand, Montchauvet, Saint-Denis-Maisoncelles, Sainte-Marie-Laumont, Saint-Martin-des-Besaces, Saint-Martin-Don, Saint-Ouen-des-Besaces, Saint-Pierre-Tarentaine e Le Tourneur para a criação da nova comuna de Souleuvre-en-Bocage.